# NGC 1778
NGC 1778 (другое обозначение — OCL 429) — рассеянное скопление в созвездии Возничего.
Этот объект входит в число перечисленных в оригинальной редакции «Нового общего каталога».
Координаты объекта, указанные Джоном Гершелем, отличаются от реальных на 20′, но, поскольку скопление также наблюдал его отец, координаты, указанные в Новом общем каталоге, приведены с ошибкой лишь в несколько минут.